# Roger Sciberras
Pour les articles homonymes, voir Sciberras (homonymie).
Roger Scriberras, né le 12 novembre 1982  à Sydney, est un acteur australien.

## Filmographie
- 2006 : Superman Returns : Daily Planet Reporter
- 2006 : Summer Bay (Ep4284) : Arnie
- 2008 : L'Amour de l'Or : Andras
- 2010 : A Day in the Life : Vinnie